# Choqā Qāsem
Choqā Qāsem (persiska: چقا قاسم) är en ort i Iran.   Den ligger i provinsen Kermanshah, i den västra delen av landet, 400 km väster om huvudstaden Teheran. Choqā Qāsem ligger 1 315 meter över havet och antalet invånare är 164.
Terrängen runt Choqā Qāsem är platt norrut, men söderut är den kuperad.Runt Choqā Qāsem är det ganska tätbefolkat, med 185 invånare per kvadratkilometer. Närmaste större samhälle är Kahrīz, 13,8 km öster om Choqā Qāsem. Omgivningarna runt Choqā Qāsem är i huvudsak ett öppet busklandskap.